# AEL Limassol (basket-ball féminin)
Pour les articles homonymes, voir AEL Limassol.
L’AEL Limassol est un club féminin chypriote de basket-ball évoluant au plus haut niveau du championnat de Chypre. Le club, section du club omnisports l’AEL Limassol, est basé dans la ville de Limassol.
La section masculine appartient elle aussi à l’élite.

## Palmarès
National
- Champion de Chypre : 1993, 1997, 1998, 2003, 2006, 2007, 2008, 2009, 2010, 2012
- Vainqueur de la Coupe de Chypre : 1993, 1995, 1996, 1997, 1998, 2006, 2007, 2008, 2009, 2010, 2011, 2012
- Vainqueur de la Supercoupe de Chypre : 1985

## Entraîneurs successifs
- Depuis ? :

## Joueuses célèbres ou marquantes
- LaToya Bond
- Betty Lennox
- Tanisha Wright